# Ananda Krishnan
Ananda Krishnan (* 1. April 1938 in Kuala Lumpur; † 28. November 2024) war ein malaysischer Unternehmer.

## Leben
Krishnan entstammte einer srilankisch-tamilischen Familie. Er besuchte die Vivekananda Tamil School in Brickfields, Kuala Lumpur und danach die  Victoria Institution in Kuala Lumpur. An der University of Melbourne, Australien, studierte er Politikwissenschaften. Krishnan war Vorsitzender des malaysischen Unternehmens Usaha Tegas Group Holdings. Ihm gehörte das malaysische Unternehmen MAI Holdings. Sein Firmengeflecht erstreckte sich auf den Energiesektor, in die Gewinnspielbranche, in den Telekommunikationsmarkt (CEO von Maxis Communications, MEASAT Broadcast Network Systems) und SES World Skies, bis zum Medienbereich. Nach Angaben des US-amerikanischen Forbes Magazine gehörte Krishnan zu den reichsten Malaysiern. Krishnan war verheiratet und hatte drei Kinder.